# Авеню Ай (линия Калвер, Ай-эн-ди)
|   |   |   |   |   |
| · | · | · | · | · |

|   |   |   |   |   |
| · | · | · | · | · |

«Авеню Ай» (англ. Avenue I) — станция Нью-Йоркского метрополитена, расположенная на линии Калвер, Ай-эн-ди. Станция находится в Бруклине, в округе Мидвуд, на пересечении авеню Ай с Макдональд-авеню. На станции останавливаются маршруты F (круглосуточно) и <F> (в часы пик в пиковом направлении).

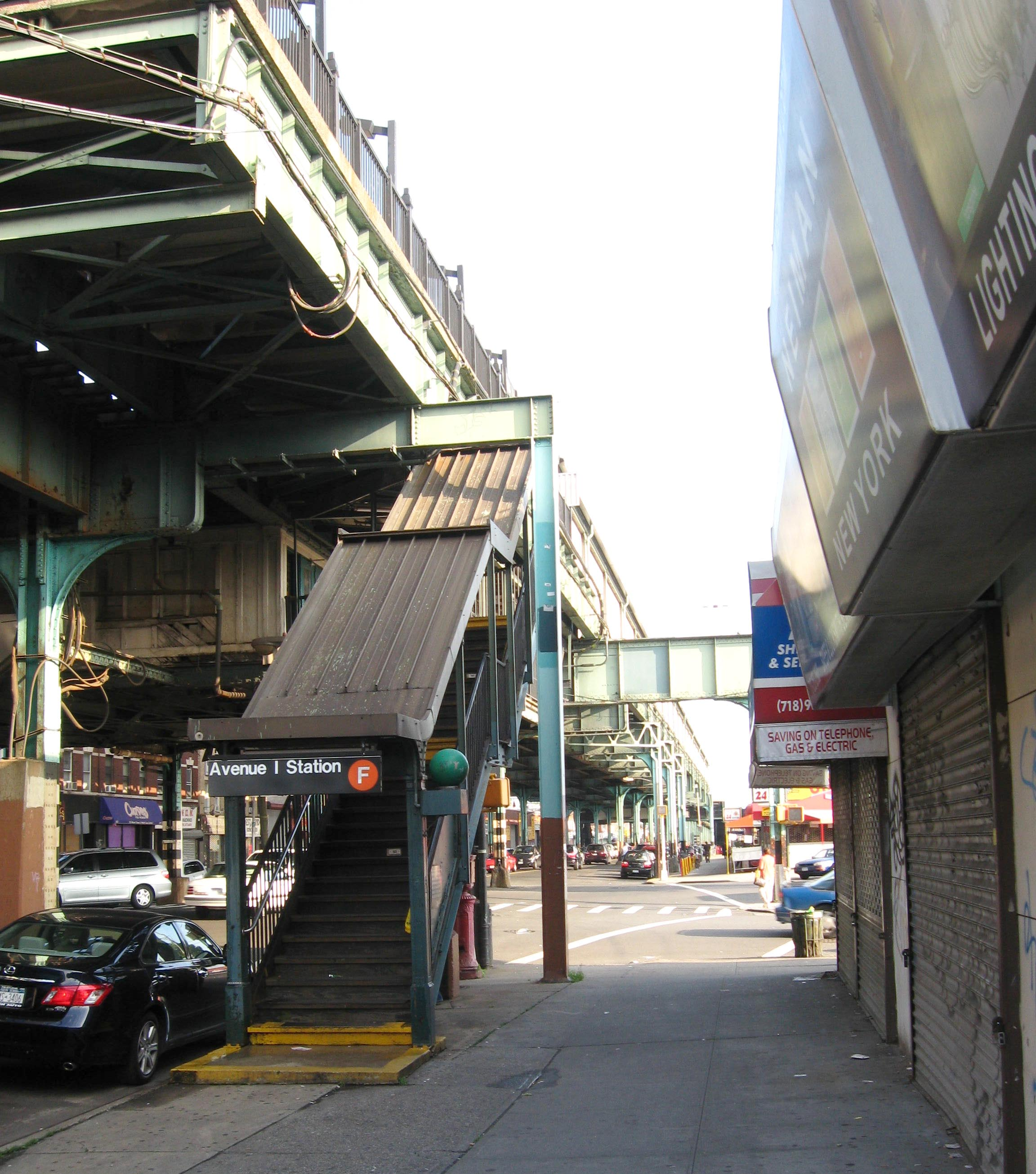
Один из выходов со станции

Станция расположена на трёхпутном участке линии, причём платформами оборудованы только внешние (локальные) пути. Центральный экспресс-путь не используется для маршрутного движения поездов с 1976 года — именно тогда было прекращено экспресс-сообщение по линии из-за многочисленных жалоб пассажиров. Станция является эстакадной. В центральной части платформы оборудованы навесом, по всей протяженности (за исключением северного конца) платформы ограждены бежевым железным забором. Название станции представлено в основном на стенах.
Станция имеет два выхода, оба из которых представлены лестницами и мезонином под платформами. В мезонинах расположены турникеты. Круглосуточный вход (основной) находится в северной части платформ. Через мезонин можно перейти с платформы на платформу. Этот выход приводит к северным углам перекрёстка авеню Ай с Макдональд-авеню. Второй мезонин и, соответственно, выход расположен с южного конца платформ. Турникетный павильон представлен только полноростовыми турникетами. Этот выход приводит к перекрёстку Макдональд-авеню с авеню Джей. Выход не совсем обычен: если с восточной платформы можно как выйти, так и войти, то на западную (на Кони-Айленд — Стилуэлл-авеню) вход пассажирам закрыт.